# 31 км (зупинний пункт, Дніпровська дирекція Придніпровської залізниці)
31 кіломе́тр — пасажирський залізничний зупинний пункт Дніпровської дирекції залізничних перевезень Придніпровської залізниці на електрифікованій лінії Роз'їзд № 5 — Павлоград I між станціями Слов'янка (7 км) та Роз'їзд № 5 (9 км). Розташований біля села Андронівка Синельниківського району Дніпропетровської області. Поруч з зупинним пунктом пролягає автошлях М30.

## Пасажирське сполучення
Станом на лютий 2020 року щодня дві пари електропоїздів прямують за напрямком Дніпро-Головний/Краматорськ — Роз'їзд № 5/Покровськ, проте не зупиняються.